# Tukán csillagkép

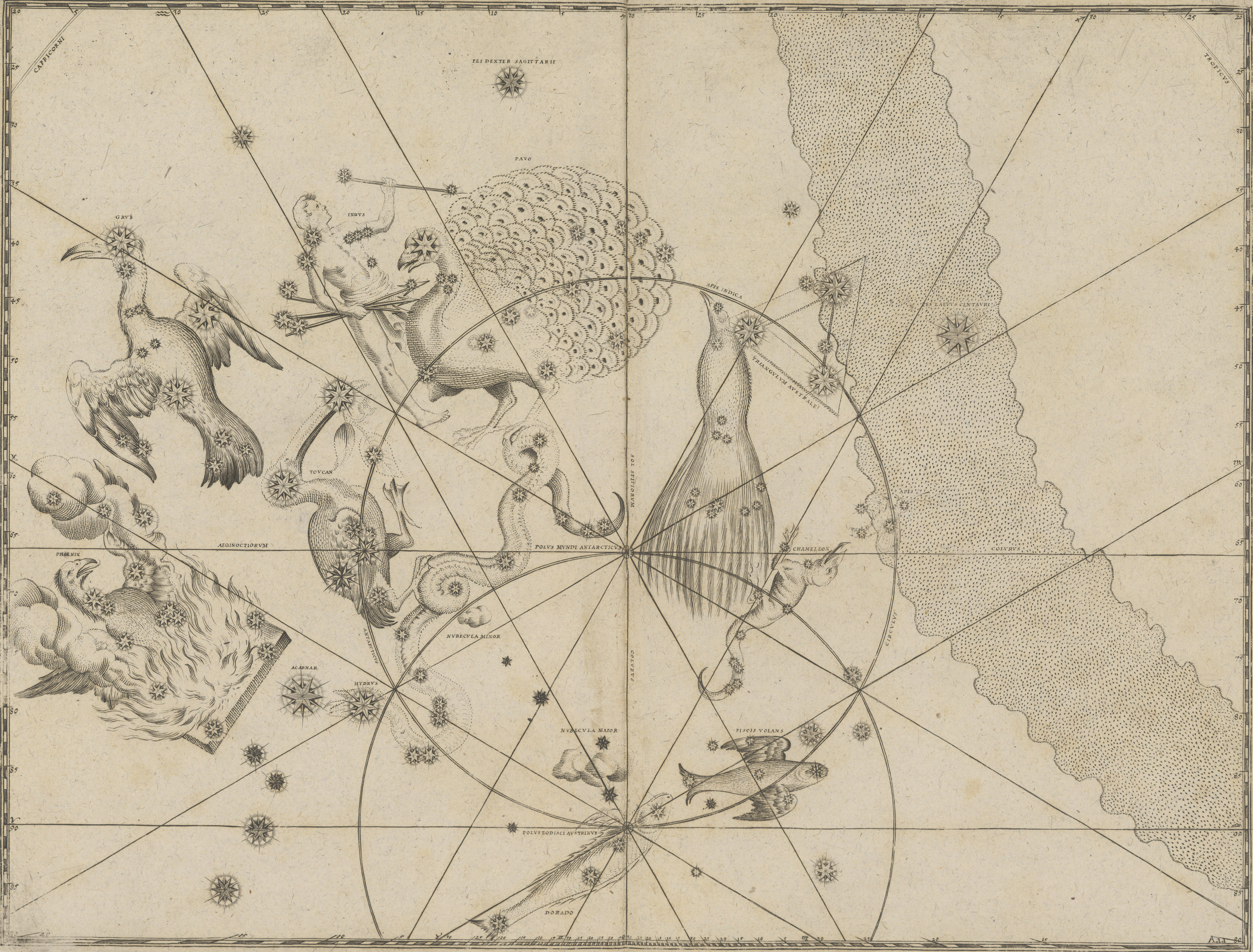
A Tukán csillagkép Johann Bayer Uranometriájában

A Tukán (latin: Tucana) egy csillagkép.

## Története, mitológia
A Tukán egyike azoknak a csillagképeknek, amelyeket Petrus Plancius vezetett be Pieter Dirkszoon Keyser és Frederick de Houtman megfigyelései alapján. Először egy 35 cm átmérőjű éggömbön tette közzé 1597-ben vagy 1598-ban Amszterdamban Plancius és Jodocus Hondius. Csillagatlaszban először 1603-ban jelent meg, Johann Bayer Uranometriájában. A csillagkép Dél-Amerika és Közép-Amerika jellegzetes, vastag csőrű madarát ábrázolja.

## Látnivalók

### Csillagok
- α Tucanae - Színképosztálya K3III, látszólagos fényessége 2,87m, távolsága 200 fényév.

### Kettőscsillag
- δ Tucanae: 4m-s csillag kilencedrendű kísérővel, a megfigyelése már kis távcsővel is lehetséges.
- κ Tucanae: két kettőscsillag alkotja a csoportot, a megfigyeléséhez kis távcső is elegendő.
- HD 5980: az egyik legfényesebb ismert csillag (abszolút fényességét tekintve).

### Többtagú rendszer
- ß Tucanae: hat csillagból álló laza csoport. A két legfényesebb csillag a ß1 és a ß2, a fényrendjük 4m és 5m között van, 27 szögmásodpercre vannak egymástól. Őket mintegy 9 szögperc távolságról kíséri a ß3 Tucanae.

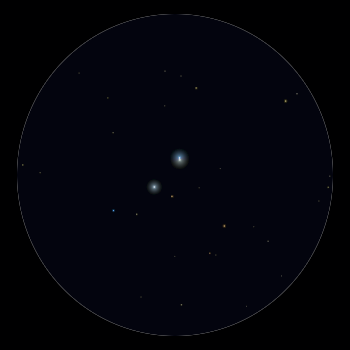
β Tucanae

### Mélyégi objektumok
- 47 Tucanae (NGC 104) gömbhalmaz
- NGC 362 gömbhalmaz
- Kis Magellán-felhő

## Fordítás
- Ez a szócikk részben vagy egészben  a   Tucana című angol Wikipédia-szócikk fordításán alapul.  Az eredeti cikk szerkesztőit annak laptörténete sorolja fel. Ez a jelzés csupán a megfogalmazás eredetét és a szerzői jogokat jelzi, nem szolgál a cikkben szereplő információk forrásmegjelöléseként.